# Stříbrná studánka (Karlovy Vary)
Stříbrná studánka je volně přístupný vodní zdroj na bezejmenné vodoteči v Karlových Varech, místní části Drahovice, v regionu Slavkovský les.

## Popis
Vyvěrá v karlovarských lázeňských lesích při cestě označené zelenou turistickou značkou vedoucí od Drahovické myslivny směrem k Andělské hoře. Upravený vývěr vody je od cesty přístupný po dřevěném můstku.
Zřizovatelem studánky a zároveň jejím pečovatelem je příspěvkové organizace Lázeňské lesy Karlovy Vary. Jde o čistou pramenitou vodu. Tato voda však, jakož i voda jiných zdrojů stejného typu, může být kdykoliv náhodně kontaminována, a proto není doporučována k pití. U studánky je upozornění, že voda není pitná.